# Hjartasteinn
Hjartasteinn (Cors de pedra, comercialitzada en anglès com a Heartstone) és una pel·lícula dramàtica islandesa del 2016 dirigida per Guðmundur Arnar Guðmundsson. Explica la història d'una forta amistat entre dos nois preadolescents en un petit poble de pescadors islandès i la turbulència emocional i sexual de l'adolescència.
Es va projectar a la secció Discovery al Festival Internacional de Cinema de Toronto de 2016. El 9 de setembre de 2016, la pel·lícula va guanyar el Premi Lleó Queer a la 73a Mostra Internacional de Cinema de Venècia. Va ser la primera pel·lícula islandesa que es va mostrar en una secció competitiva de la Mostra de Venècia. També va ser nominat al Premi de Cinema del Consell Nòrdic i el 2017 va guanyar els Premis Edda islandesos.

## Repartiment
- Baldur Einarsson - Þór/ Thor
- Blær Hinriksson - Kristján/ Christian
- Diljá Valsdóttir - Beta/ Beth
- Katla Njálsdóttir - Hanna/ Hannah
- Jónína Þórdís Karlsdóttir - Rakel
- Rán Ragnarsdóttir - Hafdís
- Søren Malling - Sven
- Nína Dögg Filippusdóttir - Hulda
- Gunnar Jónsson - Ásgeir
- Sveinn Ólafur Gunnarsson - Sigurður

## Producció
La pel·lícula és el primer llargmetratge de Guðmundur i va començar a treballar en el guió l'any 2007. Fou rodada la tardor de 2015 a Borgarfjörður eystri, Seyðisfjörður, Vopnafjörður, i Dyrhólaey.

## Recepció
La pel·lícula va tenir una bona acollida a Islàndia i va guanyar els Premis Edda islandesos 2017. El guió, els diàlegs i la direcció de joves actors van rebre elogis. La cinematografia de Sturla Brandt Gøvlen va amplificar la naturalesa islandesa, amb plans llargs de costes i fiords.
Al lloc web de l'agregador de ressenyes Rotten Tomatoes, la pel·lícula té una puntuació d'aprovació del 84% basada en 25 ressenyes, amb una puntuació mitjana de 6,97/10. A Metacritic, que assigna una puntuació normalitzada a crítiques, la pel·lícula té una puntuació mitjana ponderada de 70 sobre 100, basada en 5 crítics, que indica "crítiques generalment favorables".